# Bucinişu
Bucinişu é uma comuna romena localizada no distrito de Olt, na região de Oltênia. A comuna possui uma área de 26.28 km² e sua população era de 2172 habitantes segundo o censo de 2007.